# Wayne Rutledge
Wayne Alvin Rutledge (Barrie, 5 gennaio 1944 – Huntsville, 5 ottobre 2004) è stato un hockeista su ghiaccio canadese di ruolo portiere che nel corso della carriera ha giocato nella National Hockey League e nella World Hockey Association.

## Carriera
Wayne Rutledge crebbe a livello giovanile giocando per tre stagioni nella Ontario Hockey Association fino al 1962, quando iniziò la propria carriera fra i professionisti. Nelle prime due stagioni militò in formazioni minori giocando soprattutto con i Windsor Bulldogs, formazione con cui vinse l'Allan Cup nel 1963.
Dal 1964 per le tre stagioni successive Rutledge entrò nell'organizzazione dei New York Rangers militando per tre diverse formazioni della Central Hockey League conquistandosi inoltre per due anni l'All-Star Team della lega.
Nel 1967 durante l'NHL Expansion Draft venne selezionato dai Los Angeles Kings, una delle sei nuove franchigie iscritte in National Hockey League. Vi rimase per tre stagioni totalizzando 90 presenze, la prima delle quali trascorsa come compagno del futuro membro della Hall of Fame Terry Sawchuk.
Dopo due stagioni giocate nella Western Hockey League Rutledge si trasferì nella neonata World Hockey Association firmando per gli Houston Aeros. Nelle sei stagioni successive raccolse quasi 200 presenze conquistando per due volte il trofeo dell'Avco World Trophy nelle stagioni 1973-74 e 1974-75. Si ritirò dall'attività agonistica nel 1979. Rutledge morì nel 2004 a causa di un cancro allo stomaco.

## Palmarès

### Club
- Avco World Trophy: 2

Houston: 1973-1974, 1974-1975
- Allan Cup: 1

Windsor: 1963

### Individuale
- CPHL First All-Star Team: 1

1966-1967
- CPHL Second All-Star Team: 1

1965-1966
- WHL Second All-Star Team: 1

1971-1972